# Eumorpha intermedia
Eumorpha intermedia är en fjärilsart som beskrevs av Clark 1917. Eumorpha intermedia ingår i släktet Eumorpha och familjen svärmare. Inga underarter finns listade i Catalogue of Life.